# Need Your Loving Tonight
A Need Your Loving Tonight a negyedik dal a brit Queen rockegyüttes 1980-as The Game albumáról. A szerzője John Deacon basszusgitáros volt.
Vidám hanghulatú szám, bár egy kapcsolat végéről szól, a mondanivalóját így összegzi: „ne nézz vissza haraggal.” E dúrban íródott, és gyors, percenként száznegyvenes a ritmusa, kritikusok szerint a Beatles hangzásához hasonlít. Deacon ritmusgitározott a felvételen.
Kislemezen is megjelent 1980 novemberében, csak az Elektra Records területein, a negyvennegyedik helyet érte el Amerikában. A Rolling Stone írója elmarasztaló kritikájában az album egyik jobbik dalának tartotta: „Még a »Need Your Loving Tonight« is, amely a legjobb ezek közül a rock and roll számok közül, keresztülbotlik a saját nehézkes power akkordjain.” A The Washington Post viszont elítélte: „...rettentően unalmas. Úgy tűnik az együttes azt hitte, hogy a new wave azt jelenti, hogy orgonariffeket adnak a dalaikhoz és visszavesznek a szólógitárból.” A Record Mirror szerint nem olyan szörnyű, mint ahogy a földhözragadt címe sugallja. 1980 és 1981 között pár koncerten játszották, illetve a koncertprogram szerves részét képezte az az 1981. februári South America Bites the Dust elnevezésű dél-amerikai turnéjukon.

## Közreműködők
- Ének: Freddie Mercury
- Háttérvokál: Freddie Mercury

Hangszerek:
- Roger Taylor: dob
- John Deacon: basszusgitár, akusztikus gitár
- Brian May: elektromos gitár

## Kiadás és helyezések
7" kislemez (Elektra E-47086, Amerika)
1. Need Your Loving Tonight – 2:46
2. Rock It (Prime Jive) – 4:30

| Év   | Lista                     | Helyezés |
| ---- | ------------------------- | -------- |
| 1980 | Amerika Billboard Hot 100 | 44       |